# Conus anemone
Conus anemone är en havslevande snäckart i familjen kägelsnäckor (Conidae). Snäckan kan bli 2,1 till 9,3 cm lång. Den går att hitta i södra, västra och östra Australien och på Lord Hope Island. Arten beskrevs av Jean-Baptiste de Lamarck 1810.

## Utseende
Denna art är väldigt variabel med sina mönster och färger. Känns lättast igen på formen som liknar ett något avlångt fikon.